# Stephan Rottaler

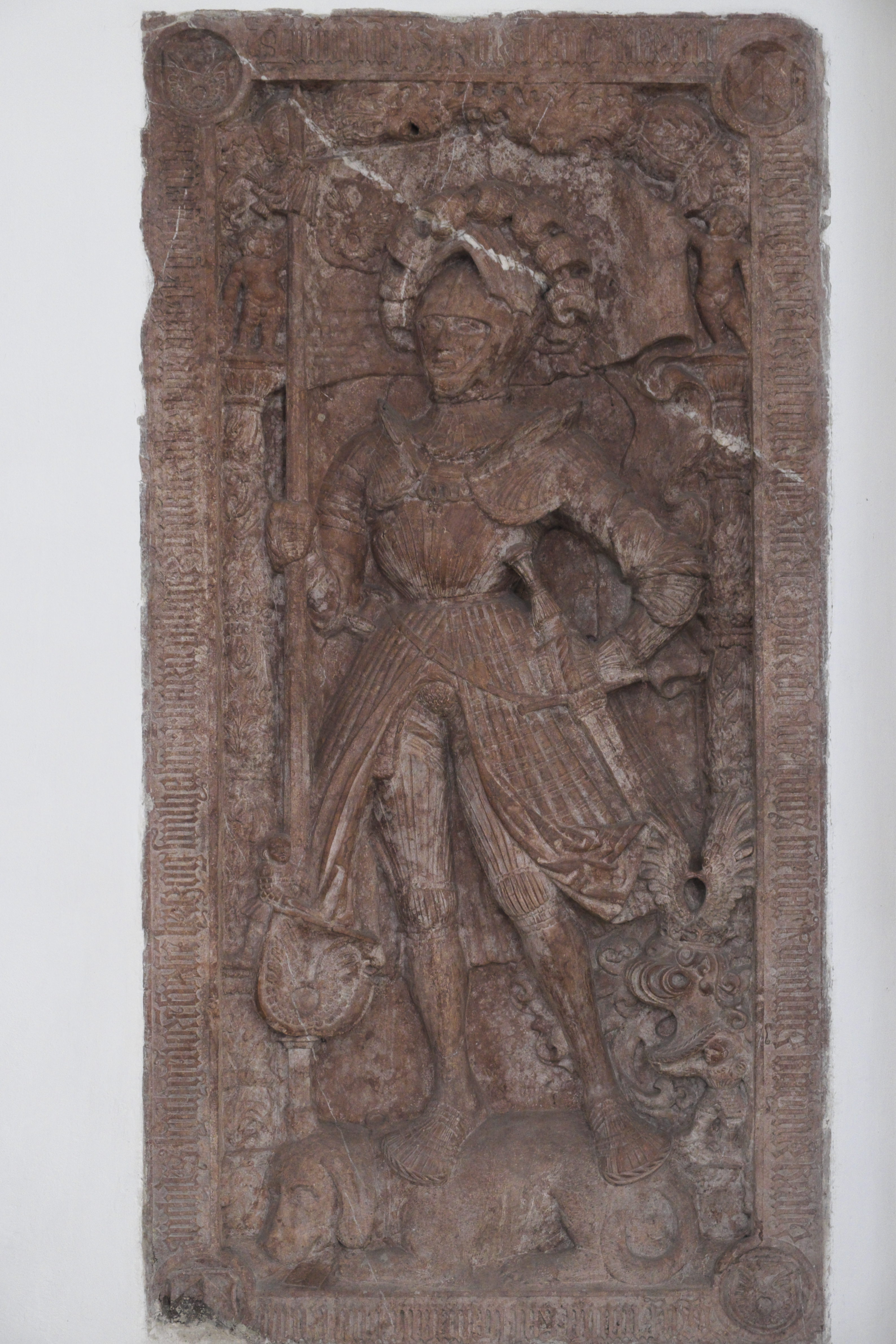
Grabstein von Peter von Altenhaus in der Landshuter Jodokskirche. Unter der Schnauze seines Hundes befindet sich eine Tafel mit Stephan Rottalers Signatur „S R“, geteilt von einem Pfeil

Stephan Rottaler (* um 1480 vermutlich in Ingolstadt; † 1533 vermutlich in Landshut) war ein deutscher Bildhauer. Er wirkte auch als Schnitzer und möglicherweise Baumeister bzw. Architekt. Nach ihm ist die Stephan-Rottaler-Straße in Landshut benannt.

## Leben und Wirken
Stephan Rottaler stammte (wie auch Hanns Rottaler, der ab 1503 das Langhaus des Ingolstädter Münsters wölbte) aus einer Bildhauer- und Baumeisterfamilie, deren bedeutendstes Mitglied er war. Er wirkte ab 1510 in Landshut und fand 1517 im Kammerbuch Herzog Ludwigs X. Erwähnung. 
Rottaler war ein Vertreter der bayrischen Frührenaissance. Gemäß Kunsthistoriker Philipp Maria Halm ist er identisch mit dem Monogrammisten S.R., dessen Täfelchen sich an den Marmorsäulen der 1519 erbauten Hofarkarden der Fürstbischöflichen Residenz Freising befinden. Auf Basis der übereinstimmenden Signatur schrieb er Rottaler verschiedene Werke zu.
Von Rottaler stammen dementsprechend vor allem Grabplatten sowie Epitaphien in Freising, Landshut und Ingolstadt. Er ist unter anderem der Schöpfer eines Rotmarmorgrabsteins des 1513 verstorbenen Peter von Altenhaus in der Landshuter Jodokskirche, des Wandaltars von Domherr Kaspar Marolt († 1513) im  Domkreuzgang Freising, des Grabsteins des Jörg Zenger und seiner Gemahlin in der Kirche zu Postau (1521) sowie des Rotmarmor-Epitaphs für Dorothea († 1521) und Elisabeth Esterreicher († 1497) am Westportal der Franziskanerkirche Ingolstadt (1522). Aufgrund stilistischer Übereinstimmungen werden ihm außerdem weitere Grabplatten und Epitaphien in Freising, Ingolstadt (u. a. das Epitaph für Hans und Dorothea Esterreicher, 1522), Moosburg, Landshut, Altötting, Arnstorf und Gerzen sowie Holzfiguren in Reisbach, Landshut, Kelheim und München zugeschrieben.